# 温罗水库
温罗水库是中国广西壮族自治区玉林市博白县亚山镇境内的一座水库，位于南流江支流温罗河上，建于1958年。水库正常库容为1325万立方米，集雨面积为31平方千米，海拔为93米。